# Lampe Berger

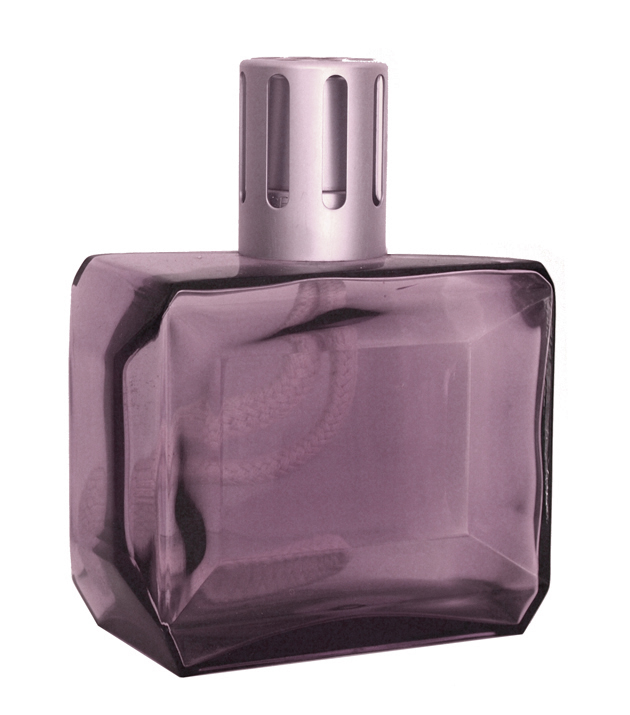
Lampe Berger "Carat amethyste" ca. 2006

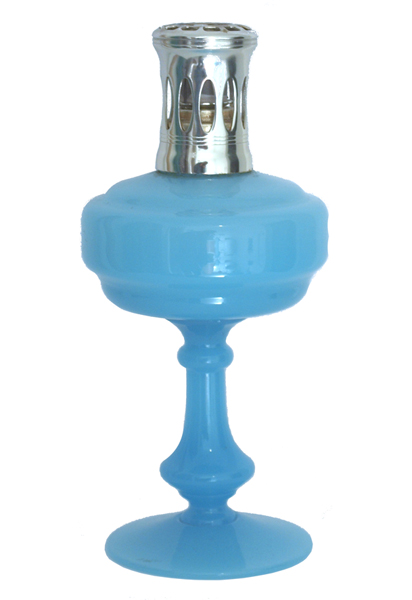
Lampe Berger "Opaline bleue" hergestellt ca. 1978

Lampe Berger ist eine eingetragene Marke für Katalyselampen, die der Firma Produits Berger der emosia-Gruppe gehört. Diese entwirft, produziert und vermarktet Katalyselampen als „Design-Duftobjekte“ sowie Raumdüfte. In der Lampe Berger wird Isopropanol mit Hilfe eines beschichteten porösen keramischen Kopfes katalytisch oxidiert und verdunstet. Dem Isopropanol können Duftstoffe zugesetzt werden.

## Geschichte
Entwickelt wurde die Lampe Berger von dem französischen Pharmazeuten Maurice Berger Ende des 19. Jahrhunderts. Er ließ seine Weiterentwicklung der französischen Lampe Müller im Juni 1898 als Lampe Berger patentieren. 1927 wurden die Rechte an den Industriellen Jean-Jacques Failliot verkauft, der durch gezielte Werbekampagnen nach kurzer Zeit den Absatz der Lampen auf 20.000 Stück jährlich steigern konnte. Aromalampen wurden unter anderem von Émile Gallé, René Lalique, Saint-Louis und Baccarat entworfen. Während des Zweiten Weltkrieges ging aufgrund des Rohstoffmangels und der Teilzerstörung der Fabrikanlagen 1943 die Produktion stark zurück.

## Prinzip
Zum Starten wird die Schutzkappe abgenommen und das, durch einen Docht zum Keramikkopf beförderte, Isopropanol (90 %) entzündet. Während einer Brennzeit von 2 Minuten wird der Keramikkopf der Lampe durch die offene Flamme erhitzt. Im Anschluss wird die offene Flamme ausgeblasen und ein Schutzgitter über den Keramikkopf gestülpt.  Solange Sauerstoff aus der Raumluft und Isopropanol verfügbar sind, findet am Keramikkopf eine katalytische Oxidation von Isopropanol statt, die die Temperatur des Kopfes auf etwa 400 Grad Celsius hält. Bei dieser Temperatur läuft parallel auch die Verdunstung des (Parfum-)Isopropanol-Gemisches. Gleichzeitig kommt es am anfänglich bis zu 500 Grad Celsius heißen Rand zu einer katalytischen Oxidation von Molekülen in der Raumluft. Die Oxidation des Isopropanols wird durch Aufsetzen eines Deckels beendet.

## Kritik
Eine teilweise behauptete desinfizierende Wirkung gegen Viren ist nicht eindeutig nachgewiesen.